# U-247
Unterseeboot 247 foi um submarino alemão do Tipo VIIC, pertencente a Kriegsmarine que atuou durante a Segunda Guerra Mundial.

## Comandantes
| Comandante               | Data                                          |
| ------------------------ | --------------------------------------------- |
| Oblt. Gerhard Matschulat | 23 de outubro de 1943 - 1 de setembro de 1944 |

## Subordinação
Durante o seu tempo de serviço, esteve subordinado às seguintes flotilhas:
| Período                                    | Flotilha                                  |
| ------------------------------------------ | ----------------------------------------- |
| 23 de outubro de 1943 - 31 de maio de 1944 | 5. Unterseebootsflottille (treinamento)   |
| 1 de junho de 1944 - 1 de setembro de 1944 | 1. Unterseebootsflottille (serviço ativo) |